# Pasemah
Pasemah je zajednički naziv za srodne etničke skupine koje uglavnom živi u visoravnima na jugozapadnom dijelu indonežanskog otoka Sumatre.  
Smatra se da im je pradomovina centralni Borneo, iz koga su emigrirali prema moru, a potom na druge indonežanske otoke.
Ima ih oko 650.000. Uglavnom se bave poljoprivredom. Po vjeri su muslimani, iako su po selima snažna i tradicionalna vjerovanja.

## Vanjska poveznica
- Pasemah Profile (engleski)  Arhivirana inačica izvorne stranice od 22. prosinca 2007. (Wayback Machine)